# 斯珀吉翁 (密蘇里州)
斯珀吉翁（英語：Spurgeon）是位於美國密蘇里州牛頓縣的非建制地區。

## 歷史
斯珀吉翁的郵局於1884年設立，其後於1912年停運。

## 地理
斯珀吉翁所處的海拔為高於海平面321米（即1053英呎），而該地所採用的時區為UTC-6，即北美中部時區（CST）。同時該地設有夏令時間，為UTC-6調快一小時，即UTC-5（CDT）。